# Dangerously in Love 2
«Dangerously in Love 2»—en español: «Peligrosamente enamorada 2»— es una canción compuesta y producida por Beyoncé Knowles y Errol McCalla, Jr. Destiny's Child grabó la balada por primera vez para su álbum de estudio de 2001, Survivor, bajo el título «Dangerously in Love», y es una de las pocas canciones de dicho álbum en donde Beyoncé canta en solitario. La pista se convirtió en el tema que le daría su nombre al álbum debut de la cantante, tras algunas modificaciones instrumentales menores. Compuesta en la tonalidad de fa mayor tiene un tempo de cien pulsaciones por minuto, es una balada de R&B y soul y su letra habla de la obsesión romántica. Sony BMG lanzó un video musical para la canción, que recogía la interpretación en directo de la balada para su primer álbum en vivo, Beyoncé: Live at Wembley (2004).
Los críticos le dieron una buena recepción al tema, escribieron que muestra efectivamente las capacidades vocales de Beyoncé. Asimismo, ganó un premio Grammy por mejor interpretación vocal de R&B femenina en los premios Grammy de 2004. Aunque no se lanzó como sencillo, «Dangerously in Love 2» se listó en el puesto cincuenta y siete en la lista estadounidense Billboard Hot 100 y en el número diecisiete en la lista Hot R&B/Hip-Hop Songs. La intérprete lo cantó en varias ocasiones, como en los premios Grammy de 2004 y en sus giras musicales: Dangerously in Love Tour (2003), Verizon Ladies First Tour (2004), The Beyoncé Experience (2007) y I Am... Tour (2009-10), que tuvieron una recepción favorable de los críticos.

## Antecedentes y composición

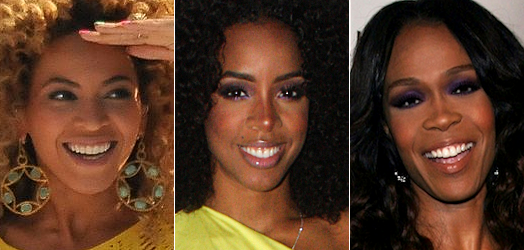
El tema originalmente se incluyó en el álbum Survivor del grupo estadounidense Destiny's Child.

Beyoncé Knowles y Errol McCalla, Jr compusieron y produjeron la pista. Se grabó para el álbum de Destiny's Child, Survivor (2001). En 2003, Beyoncé volvió a grabar la canción en los SugarHill Studios en Houston, Texas para su primer álbum como solista, Dangerously in Love. Su versión, que se tituló «Dangerously in Love 2», posee un arreglo modificado. Originalmente fue una remezcla del tema, pero después se le puso el título de la pista a su álbum debut.
El tema es una balada de ritmo moderado de R&B, soul y quiet storm en medio tiempo. De acuerdo con la partitura publicada en Music Notes por Hal Leonard Corporation, está compuesta en la tonalidad de fa mayor y tiene un tempo de cien pulsaciones por minuto. La voz [de Beyoncé] abarca desde la nota mi a re. «Dangerously in Love» es respaldado por un piano y golpes de instrumentación de un tambor.
En cuanto a su letra, habla sobre ser un amante obsesivo. Esto se indica en las líneas del estribillo: I am in love with you / You set me free / I can't do this thing called life without you here with me —en español: «Estoy enamorada de ti / Tú me liberas/ No puedo vivir mi vida sin que tú estés aquí». De acuerdo con Lisa Verrico de The Times, «Dangerously in Love 2» se parece a las canciones de Janet Jackson desde el punto de una perspectiva «coqueta».

## Recepción

### Comentarios de la crítica

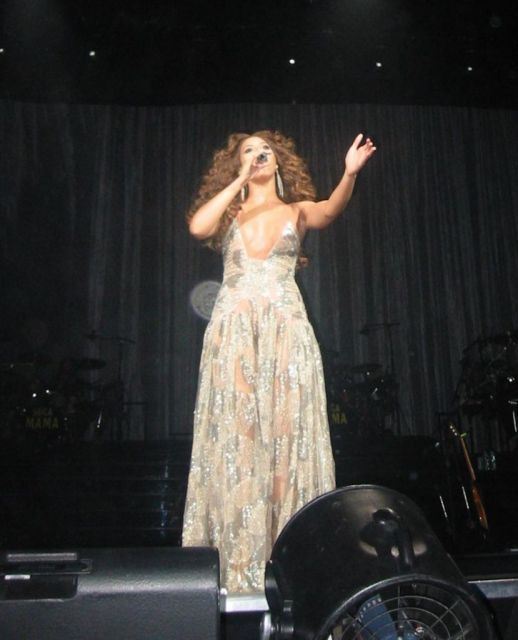
Knowles interpretando la canción en 2007.

Natalie Nichols de Los Angeles Times declaró que la pista es la única de muchas baladas de llanto designada para demostrar «la voz llena de sentimiento de Beyoncé, la intérprete principal del trío R&B Destiny's Child». Sal Cinquemani de Slant Magazine le dio una reseña mixta a la canción, diciendo que le parecía un poco anticuada y que era «una copia casi exacta de la melodramática 'Dangerously in Love' [que] es completamente superflua». La revista Jet consideró que el tema era el mayor éxito de la cantante, mientras informaba de la reunión de Destiny's Child en 2004. En un artículo de Teen Ink, la canción se describió como una de las «mejores baladas» del álbum.

### Comercial
La versión de Beyoncé entró en algunas listas de Billboard. «Dangerously in Love 2» hizo su primera aparición en la lista estadounidense Hot R&B/Hip-Hop Songs en el puesto setenta y tres el 3 de julio de 2004. En las siete semanas posteriores, la canción se mantuvo listada en las posiciones más bajas de la lista, hasta que se tituló como el mayor ganador en la lista para este género el 21 de agosto de 2004, donde ascendió veintiocho lugares desde el puesto setenta y uno al cuarenta y tres. Su ingreso en la lista Radio Songs en el puesto setenta y cinco, originó su debut en la lista estadounidense Billboard Hot 100 para el 18 de septiembre de 2004 en el puesto setenta y seis. La semana siguiente en la lista Hot 100, la pista se impulsó al puesto número sesenta y experimentó la subida más fuerte en la lista de Radio Songs al ascender al número cincuenta y nueve. La canción llegó al puesto diecisiete en la lista estadounidense Hot R&B/Hip-Hop Songs el 25 de septiembre de 2004 y en el número cincuenta y siete en el Billboard Hot 10, el 2 de octubre de ese año. El 14 de junio de 2006, el tema recibió un disco de oro por la Recording Industry Association of America (2006) por ventas superiores a 500 000 ringtones y hacia el 6 de octubre de 2010 vendió alrededor de 130 000 descargas digitales en Estados Unidos.

## Interpretaciones en directo

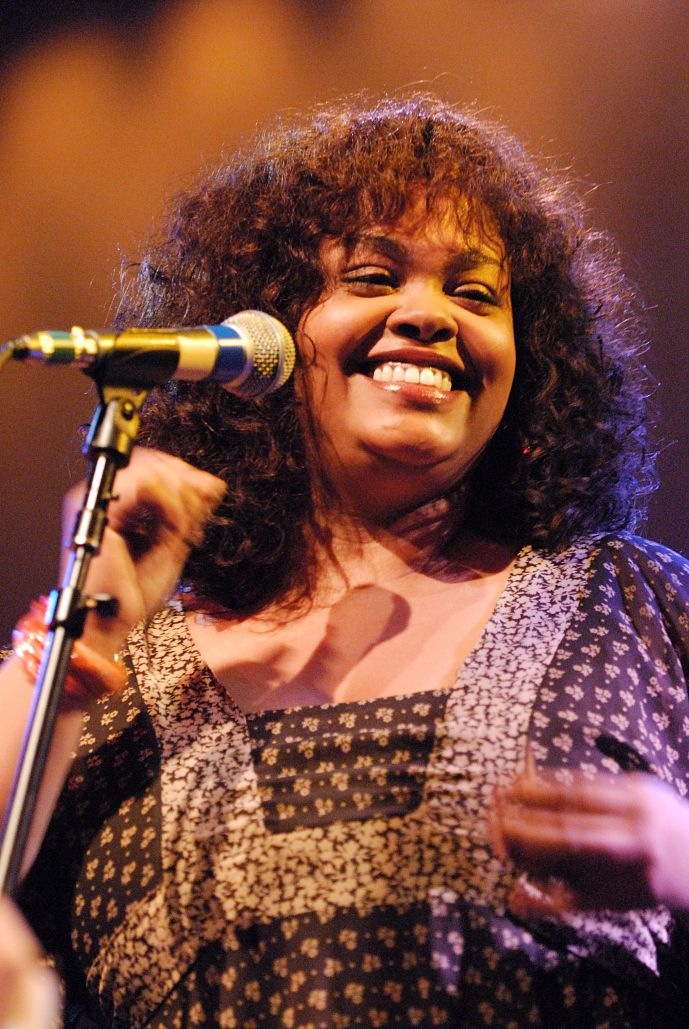
Durante la presentación del tema en la gira The Beyoncé Experience, Beyoncé cantó extractos de «He Loves Me (Lyzel in E Flat)» de la intérprete Jill Scott.

La artista lo cantó por primera vez en el estadio Pepsi en Albany, Nueva York en 2001. La interpretación era parte del repertorio de la gira musical de Destiny's Child. El 8 de febrero de 2004, el tema ganó en la categoría de mejor actuación R&B vocal femenina de los premios Grammy de 2004. En la misma ceremonia, presentó las canciones «Crazy in Love» y «Dangerously in Love 2», en esta última llevaba puesto un vestido largo, resplandeciente de color plateado y turquesa. Se ubicó en el centro de un marco de cuadro enorme y cantó la balada como si fuera una pintura viviente, también estaba acompañada por diecisiete coristas, músicos y bailarines. Al final, alargaba su brazo y una paloma se posaba en su palma estirada. Jon Wiederhorn de MTV News comentó que la actuación fue «ni más ni menos que extravagante».

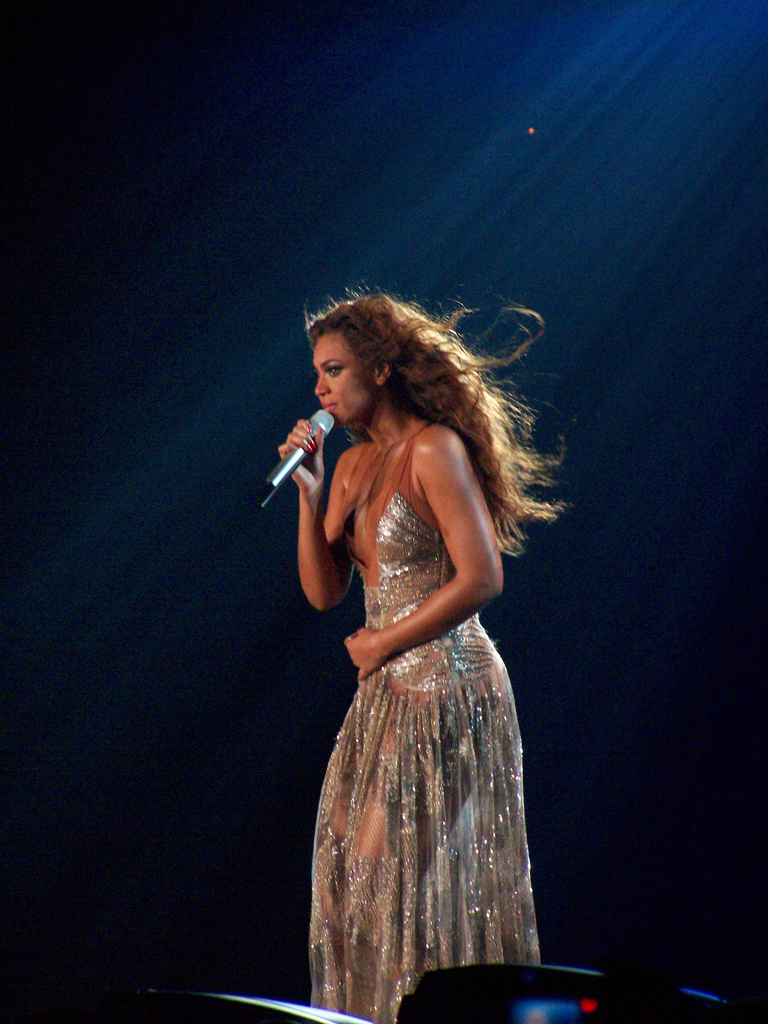
Beyoncé cantando el tema en la gira The Beyoncé Experience en Barcelona.

También lo agregó al repertorio de su primera gira como solista, Dangerously in Love Tour, notablemente en Wembley Arena en Londres, cuya interpretación se incluyó en su primer disco en vivo Beyoncé: Live at Wembley. Allí, dio una actuación especial del tema que duró más de 8 minutos. Durante la gira Verizon Ladies First Tour junto con la cantante Alicia Keys y la rapera Missy Elliott, lo presentó en Nueva York en frente de más de 20 000 seguidores., además antes de empezar, les preguntó al público si se habían enamorado alguna vez. Luego, cuando empezó a cantar se le unieron más bailarines en plataformas circulares más pequeñas. Al mismo tiempo, se lanzaron llamas de fuego desde el suelo del escenario y en una pantalla larga apareció un video con imágenes de fuego de los artistas, dando el efecto de que estos estaban en llamas. Shaheem Reid de MTV News felicitó a la presentación escribiendo: «Cuando [Beyoncé] dio la nota alta del final de 'Dangerously in Love 2' perfectamente, los neoyorquinos la vitorearon como si los Yankees acabaran de ganar la Serie Mundial». Lo interpretó en su última gira con Destiny's Child, Destiny Fulfilled ... And Lovin' It. El concierto en Atlanta, se grabó y se lo incluyó en el último álbum en vivo del grupo Destiny's Child: Live in Atlanta.
Beyoncé la cantó adicionalmente en una serie de ocasiones, incluyéndola en su lista de temas en la gira The Beyoncé Experience y durante los primeros espectáculos de la gira I Am... Tour. En la gira de 2007, mientras cantaba, iba acompañada por su banda compuesta enteramente de mujeres y vestía un vestido largo con lentejuelas que le llegaba a los pies. Se efectuó con diversos bailarines de respaldo, e instrumentación en vivo. También incorporó el tema «He Loves Me» de la cantante Jill Scott en «Dangerously in Love 2». Shaheem Reid de MTV News elogió la actuación, escribiendo que «a pesar de todo lo que bailó, Beyoncé recibió una ovación similar, si no más fuerte por la demostración de su innegable talento vocal en las baladas [...] 'Dangerously in Love'». Otra reseña de PopEater declaró: «Beyoncé Knowles se transforma en un libro abierto de emoción, sensualidad, movimientos de baile que desafían a las leyes físicas y una voz que pone la carne de gallina». Jon Pareles de The New York Times elogió a la interpretación, diciendo: «Beyoncé no necesita distraerse de su canto, que puede ser etéreo o metálico, lloroso o malintencionado, de tiro rápido con sílabas entrecortadas o con gorgoritos floreados sostenidos. Pero estuvo en constante movimiento, pavoneándose en diferentes trajes [...]». El concierto en la ciudad de Los Ángeles se grabó y se lo incluyó en el álbum en vivo The Beyonce Experience Live. Aunque fue presentada durante unas fechas seleccionadas en la gira I Am... Tour, no se incluyó en el DVD/CD del concierto. También se interpretó durante los conciertos en la ciudad de Las Vegas titulado I Am... Yours en 2009, en un popurrí que incluía una versión acústica de «Sweet Dreams» y una versión de la canción «Sweet Love» de Anita Baker. La presentación se incluyó en el álbum en vivo I Am... Yours: An Intimate Performance at Wynn Las Vegas.

## Listado de posiciones y certificaciones
| Lista (2004)                           | Mejor posición |
| -------------------------------------- | -------------- |
| Estados Unidos (Billboard Hot 100)     | 57             |
| Estados Unidos (Hot R&B/Hip-Hop Songs) | 17             |

| Lista (2004)                    | Mejor posición |
| ------------------------------- | -------------- |
| Hot R&B/Hip Hop Songs de EE. UU | 75             |

| Región (proveedor)    | Certificaciones |
| --------------------- | --------------- |
| Estados Unidos (RIAA) | Oro (MT)        |

## Créditos y personal
- Voz: B. Knowles
- Composición: B. Knowles, Errol McCalla Jr.
- Ingeniero de voz: Brian Springer
- Ingeniero de mezcla: Dexter Simmons
- Guitarras: Dan Workman
  - Guitarras adicionales: John "Jab" Broussard
- Ingeniero instrumental: Dan Workman
- Producción: Beyoncé Knowles, Errol "Poppi" McCalla Jr.

Fuente: